# José Gallegos Arnosa

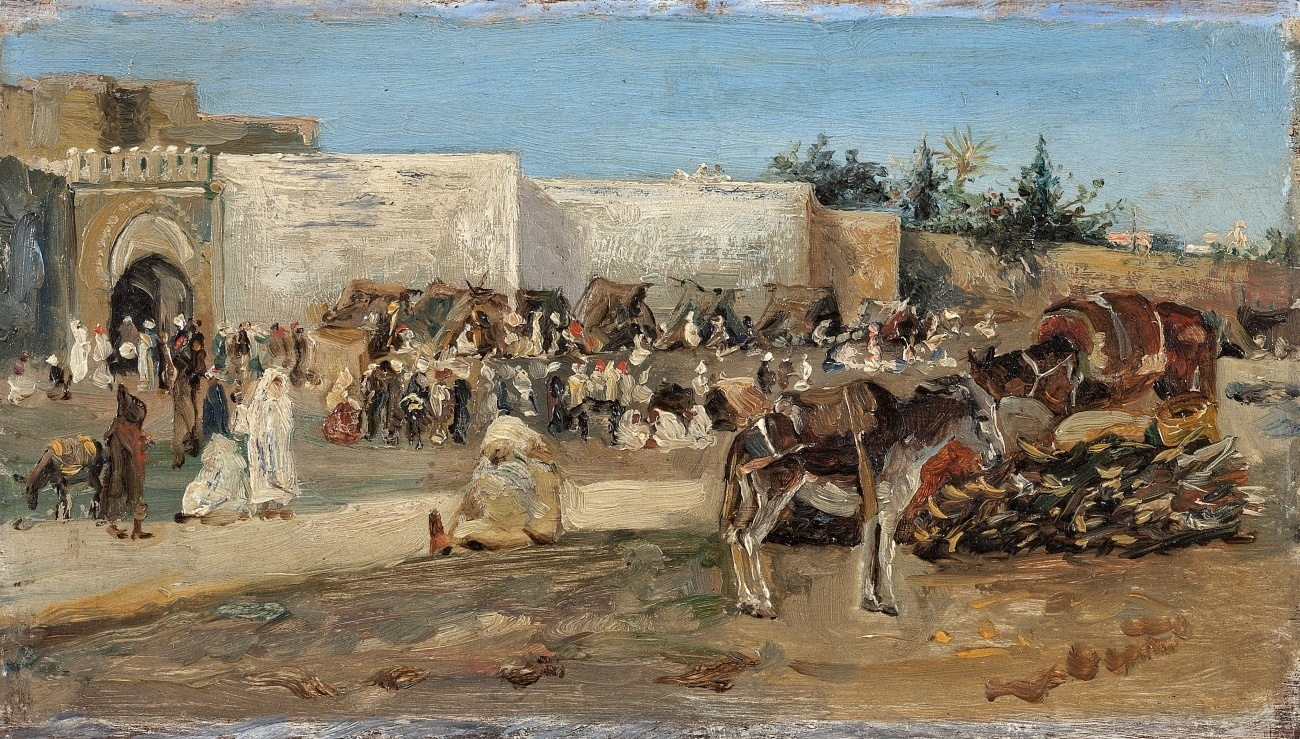
El Zoco Grande, 1879

José Gallegos Arnosa (ur. 3 maja 1859 w Jerez de la Frontera, zm. 20 września 1917 w Anzio) – hiszpański malarz i rzeźbiarz.

## Życiorys
Syn José Francisca i Doñi Gallegos Arnos. Uczeń Królewskiej Akademii Sztuk Pięknych św. Ferdynanda, od roku 1881 przebywał i tworzył w Rzymie. W 1887 roku ożenił się z Włoszką Giuseppiną Gallegos Trelanzi pochodzącą z Mediolanu z którą miał czworo dzieci. Owdowiał w 1897 roku, następnie poślubił Angielkę Constance Harding, z którą miał pięcioro dzieci. W latach 1900–1906 wykonał marmurowy ołtarz dla miasta Jerez de la Frontera.

## Twórczość
- Wesele w Maroku, 1882
- Chrzest, Spowiedź, Komunia i Msza św., 1887
- Procesja w Wenecji, 1890
- Kaplica torreadorów, 1900